# Молодые Всходы
Молодые Всходы — деревня в Ромодановском районе Мордовии. Входит в состав Липкинского сельского поселения.

## История
По данным «Списка населённых мест Пензенской губернии» за 1869 г., Дракино — деревня частновладельческая из 44 дворов в Саранском уезде. Постановлением ПВС РСФСР от 26.04.1940 г. деревня Дракино переименована в Молодые Всходы.

## Население
| 2002 | 2010 |
| ---- | ---- |
| 6    | ↘1   |